# Cyathus olla
A Cyathus olla, também conhecida como ninho de pássaro do campo, é uma espécie de fungo saprófito do gênero  Cyathus da família Nidulariaceae. Os basidiomas se assemelham a pequenos ninhos de pássaros cheios de "ovos" - estruturas contendo esporos chamadas peridíolos. Como outros fungos de ninho de pássaro, a C. olla depende da força da queda da água para desalojar os peridíolos dos basidiomas para ejetar e dispersar seus esporos. O ciclo de vida desse fungo permite que ele se reproduza tanto sexualmente, com meiose, quanto assexuadamente, por meio de esporos. O C. olla é um fungo relativamente comum, com distribuição mundial. Ele é objeto de pesquisa agrícola para determinar seu potencial como meio de acelerar a decomposição de resíduos de culturas e reduzir a população de patógenos de plantas.

## Taxonomia
A espécie foi inicialmente descrita como Peziza olla por August Batsch em 1783. Em 1791, foi transferida para o gênero Cyathus pelo micologista Albrecht Wilhelm Roth como Cyathus nitidus. No mesmo ano, Jean Baptiste François Pierre Bulliard nomeou a espécie como Nidularia vernicosa, mas a transferiu para o gênero Cyathus em 1815 como Cyathus vernicosus; esses nomes atualmente são sinônimos. O nome atual Cyathus olla foi sancionado por Christiaan Hendrik Persoon em sua obra Synopsis methodica fungorum em 1801.
O epíteto específico é derivado da palavra em latim olla, que significa "pote". É comumente conhecido como ninho de pássaro do campo (field bird's nest).

## Descrição

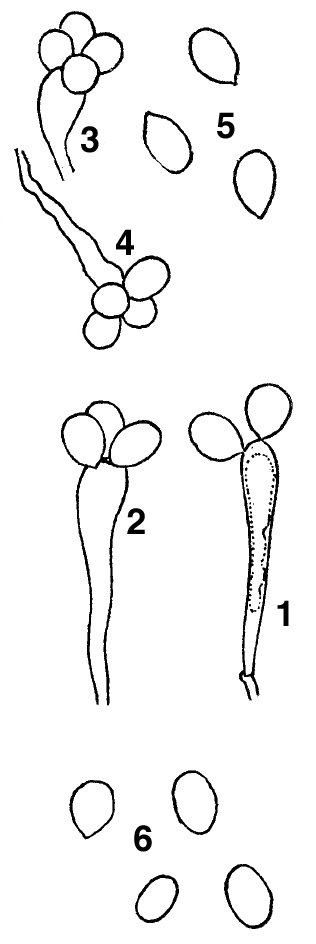
Basídios e esporos de C. olla. 1-3. Basídios maduros com dois, três e quatro esporos; 4. Basídio em colapso com esporos ainda aderidos; 5. Esporos imediatamente após a separação dos basídios, mostrando um apículo conspícuo; 6. Esporos mais velhos; apículo quase ou totalmente desaparecido."

A Cyathus olla se assemelha a um ninho de pássaro em miniatura contendo ovos, por isso o nome comum de fungo de ninho de pássaro. O basidiomas, ou perídio, tem formato aproximado de funil, com 10 a 18 mm de altura e 8 a 12 mm de largura. É amarelo-acinzentado ou marrom-acinzentado a bege e coberto com pelos uniformes e de textura fina na superfície externa. A superfície interna é cinza-prateada e lisa, geralmente com sulcos transversais tênues. A Cyathus olla tem paredes grossas e é alargada para fora na borda; a borda é tipicamente ondulada em seu contorno. Geralmente existem de 8 a 10 "ovos", ou peridíolos, nos perídios e eles são brancos ou cinzentos, com um diâmetro de 2 a 4 mm - visivelmente maiores do que em outras espécies de Cyathus. Eles são cobertos por uma membrana fina chamada túnica. Os peridíolos geralmente estão ligados ao perídio por um funículo, uma estrutura de hifas que se diferencia em três regiões: a parte basal, que o prende à parede interna do perídio, a peça média e a bolsa, conectada à superfície inferior do peridíolo. Dentro da bolsa e da peça média há um fio enrolado de hifas entrelaçadas chamado de cordão funicular, preso em uma extremidade ao peridíolo e na outra a uma massa emaranhada de hifas chamada hapteron. A C. olla tem uma bolsa larga com uma parte superior que não se distingue facilmente da parte inferior. A espécie não é comestível.
Uma forma diferente dessa espécie, Cyathus olla forma anglicus, originalmente relatada na Inglaterra pelo micologista Curtis Gates Lloyd, também foi encontrada no Oregon e no Colorado, nos EUA, em Alberta, no Canadá, e na Argentina. Essa forma é grande, com aberturas da boca do ninho de até 1,5 cm de diâmetro. Os esporos têm dimensões de 11,5 a 12,5 por 7,5 a 9 μm.
A espécie relacionada Cyathus earlei Lloyd se assemelha muito à C. olla, embora a análise de acasalamento tenha mostrado que são espécies distintas.

### Características microscópicas
Os esporos têm formato ovalado e dimensões de 10 a 14 por 6 a 8 μm. Em 1927, George Willard Martin examinou as características microscópicas de vários membros da família Nidulariaceae, incluindo a Cyathus olla. Ele observou que nessa espécie os basídios - células portadoras de esporos - têm formato de taco ou são cilíndricos e têm hastes longas, e as vezes têm uma fíbula na extremidade basal da estrutura. Os basídios normalmente contêm entre dois e quatro esporos sésseis que estão diretamente ligados ao basídio, e não por meio de um esterigma. Revelado somente depois que o esporo é separado, um apículo temporário marca o ponto de fixação. Os esporos geralmente são separados dos basídios quando estes colapsam e gelatinizam; essa quebra dos basídios geralmente ocorre simultaneamente com a gelatinização das células que revestem a parede interna do peridíolo. Após a separação dos basídios, a parede externa dos esporos pode engrossar, embora eles geralmente não aumentem de tamanho.

## Ciclo de vida
O ciclo de vida da Cyathus olla, que contém estágios haploides e diploides, é típico dos táxons dos basidiomicetos que podem se reproduzir assexuadamente (por meio de esporos vegetativos) ou sexualmente (com meiose). Os esporos produzidos nos peridíolos contêm um único núcleo haploide. Após a dispersão, os esporos germinam e se transformam em hifas homocarióticas, com um único núcleo em cada compartimento. Quando duas hifas homocarióticas de diferentes grupos de compatibilidade de acasalamento se fundem uma com a outra, elas formam um micélio dicariótico em um processo chamado plasmogamia. Após um período de tempo e sob as condições ambientais adequadas, os basidiomas podem ser formados a partir do micélio dicariótico. Esses basidiomas produzem peridíolos que contêm os basídios sobre os quais são formados novos esporos. Os basídios jovens contêm um par de núcleos haploides sexualmente compatíveis que se fundem, e o núcleo de fusão diploide resultante passa por meiose para produzir esporos haploides. A meiose em C. olla foi considerada semelhante à de organismos superiores.

## Dispersão de esporos

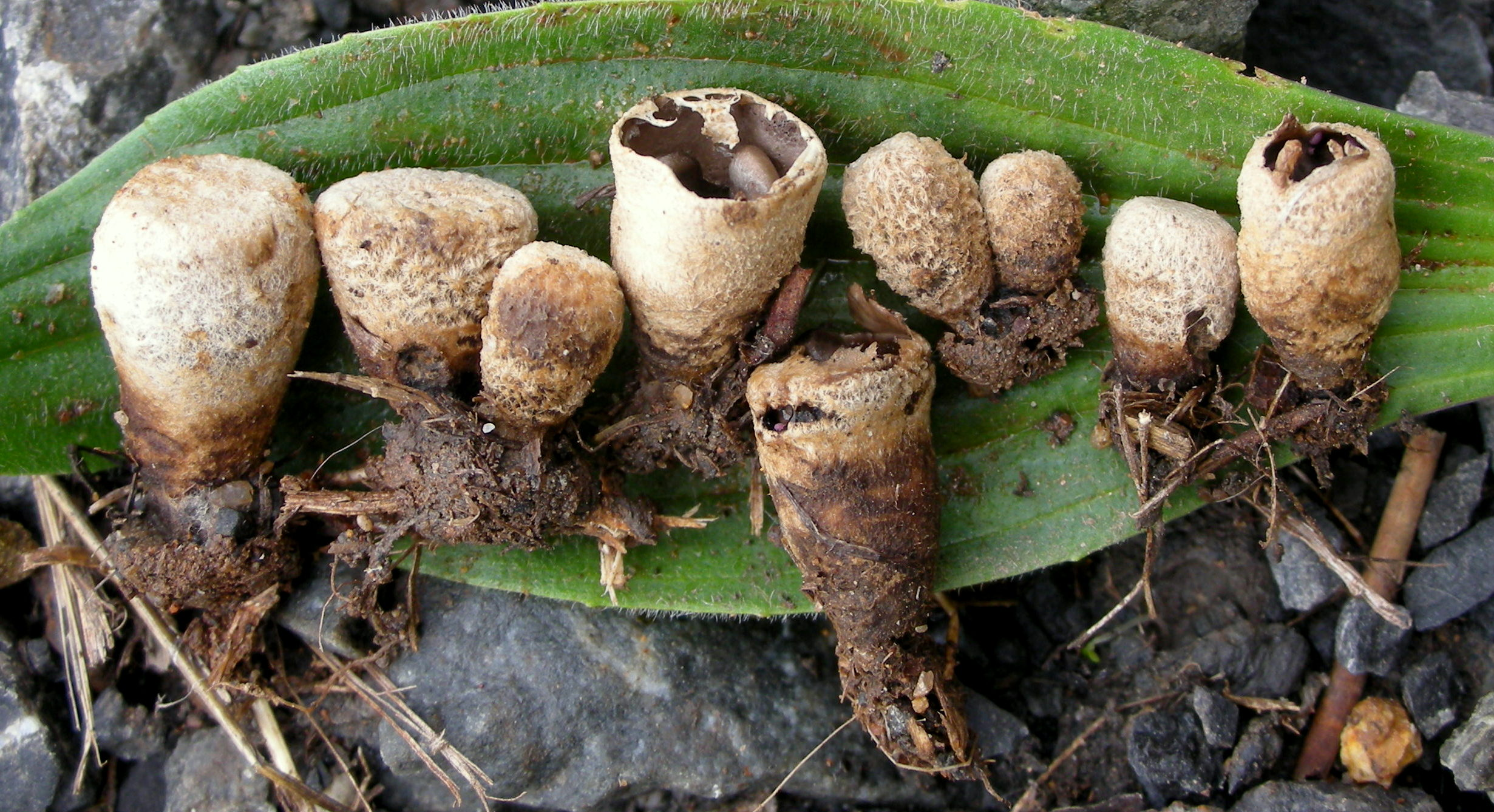
Uma coleção de basidiomas

Quando uma gota de chuva atinge o interior do perídio com o ângulo e a velocidade adequados, ela pode produzir uma força considerável e criar um respingo que impulsiona a água para cima ao longo das laterais do cálice (também conhecido como cálice de respingo), rasgando o funículo e ejetando os peridíolos. Os peridíolos são seguidos por seu cordão funicular e hapteron basal. Quando atingem um caule ou galho de uma planta próxima, o hapteron adere a ele e o cordão funicular envolve o galho impulsionado pela força do peridíolo ainda em movimento. O peridíolo, preso à planta, pode ser comido por mamíferos herbívoros e a passagem subsequente por seu trato digestivo amolecerá a casca para facilitar a esporulação posterior.
Os experimentos que investigaram a dispersão de respingos de peridíolos mostraram uma distância horizontal máxima para a ejeção de peridíolos de 82,5 cm, menor do que a observada em outras espécies de Cyathus. Essa distância reduzida de ejeção pode ser devida a fatores como o tamanho maior dos peridíolos, a construção mais frouxa do funículo ou o aumento da abertura observada da boca do copo de respingo.

## Aplicações agrícolas
A canela preta é uma doença fúngica da canola que resulta em grande perda de rendimento nas culturas afetadas. Ela sobrevive em restolhos de culturas infectados que são deixados em campos agrícolas e pode continuar a infectar culturas futuras, até que o restolho seja enterrado ou completamente decomposto. A observação de que a C. olla cresce e frutifica no restolho da canola levou a pesquisas sobre o potencial dessa espécie para degradar o restolho, ajudando a reduzir a incidência de doenças transmitidas pelo restolho, como a canela preta e a mancha preta. Em um estudo sobre sua capacidade de degradação da lignina, a C. olla demonstrou colonizar resíduos de canola, trigo e cevada, mas parecia ter preferência pelas raízes axiais lenhosas da canola em comparação com o resíduo de cereal.

## Habitat e distribuição

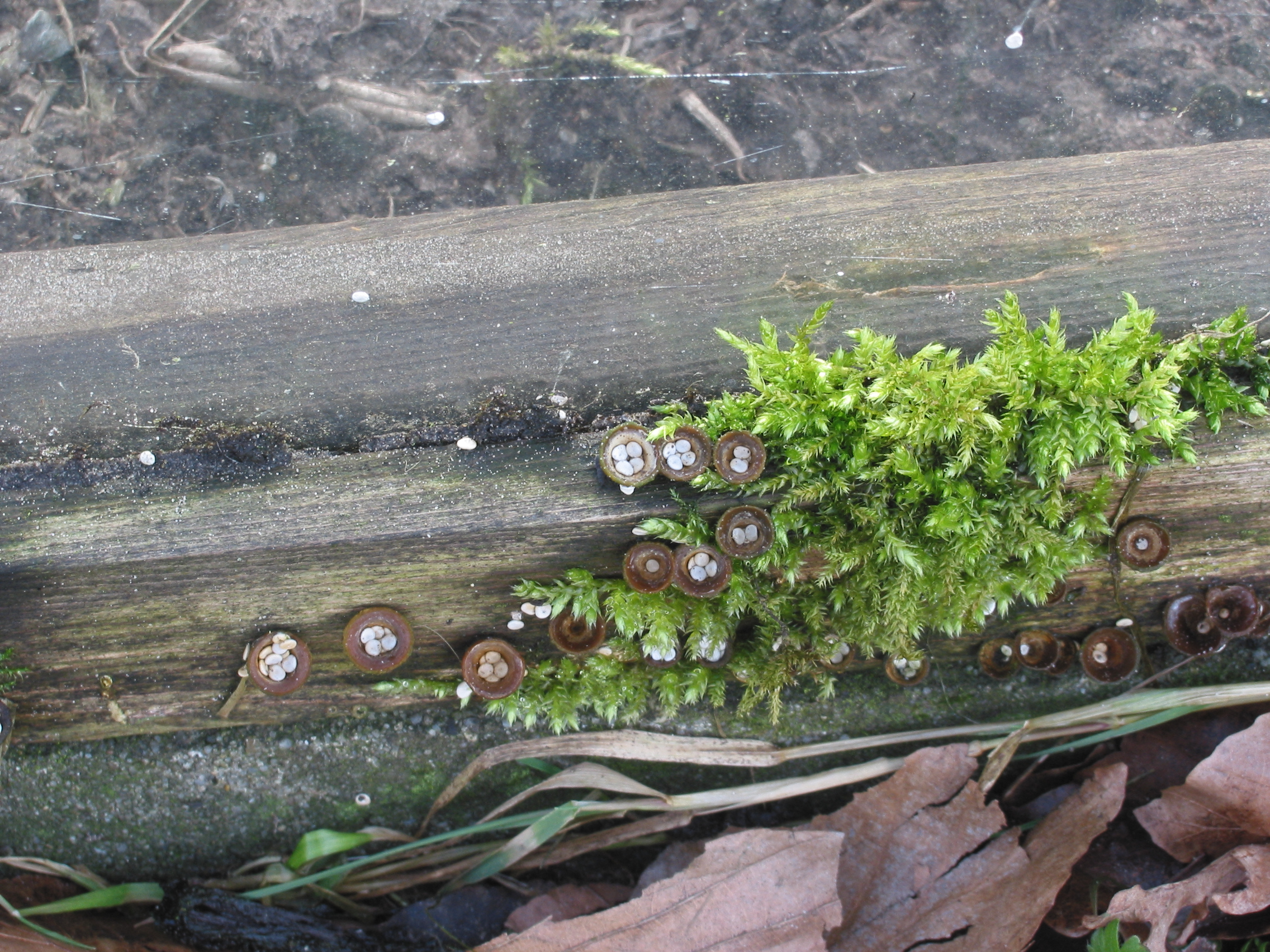
C. olla crescendo em madeira morta

Por ser um fungo saprófito, o Cyathus olla obtém nutrientes da decomposição de matéria orgânica morta e, como tal, geralmente é encontrado crescendo em detritos lenhosos; os espécimes encontrados crescendo no solo geralmente estão presos a pedaços de madeira ou caules presentes no solo. Brodie observa que essa espécie geralmente cresce em locais úmidos e sombreados, embora sua descoberta nas regiões áridas de Lima, Peru, sugira que ela é tolerante a condições de baixa umidade. É a espécie mais abundante de Cyathus encontrada na Europa e também é comum na América do Norte. Sua distribuição se estende ao norte até a Suécia e no extremo sul da América do Sul; também foi relatada na Austrália, África do Sul, Irã, e Índia.

### Texto citado
Brodie HJ (1975). The Bird's Nest Fungi. Toronto, Canada: University of Toronto Press. ISBN 0-8020-5307-6